# Clube Futebol de Perosinho
O Clube Futebol de Perosinho é um clube português com sede na freguesia de Perosinho, concelho de Vila Nova de Gaia. Foi fundado em 31 de Janeiro de 1946 e o seu atual presidente é António Reis. Disputa os seus jogos caseiros no Estádio da Quinta da Pena.
Na temporada de 2024/25 participa na Divisão de Honra da AF Porto.

## História
O sonho da criação de um grupo de futebol em Perosinho começou em 1945. Cientes das dificuldades que se previam quatro pessoas nunca desistiram: Joaquim Vieira da Mota, Manuel Domingues Lebre e José Moreira Guerner. O campo de futebol ficou situado no Campo da Garrida que em 1953, por homenagem, se passou a chamar Campo Pereira Guerner.
A fundação do Clube de Futebol de Perosinho, ocorreu em 31 de Janeiro de 1946. Com o passar do tempo o Campo Pereira Guerner deixou de oferecer as condições necessárias e, devido à impossibilidade de alargamento, procedeu-se à transferência do parque desportivo para os terrenos da Quinta de Pena, e lá se criou a nova e atual sede.
Neste clube, para além do Futebol, existiu uma equipe de hóquei em campo, histórica modalidade que tinha o clube, acabando por ser extinta em 2004/05, também existe a modalidade de Hóquei em Patins, criada no ano de 2006.

## Modalidade praticadas no clube:
HÓQUEI EM PATINS:
ANDEBOL FEMININO:
HÓQUEI EM CAMPO (extinto 2004/05):

### Classificações por época
| Época     | Nível | Divisão                      | Classificação | Taça de Portugal |
| --------- | ----- | ---------------------------- | ------------- | ---------------- |
| 2012/2013 | 5     | Divisão de Honra da AF Porto | 20º           | -                |
| 2009/2010 | 6     | 1ª Divisão da AF Porto       | 7º            | -                |
| 2010/2011 | 6     | 1ª Divisão da AF Porto       | 11º           | -                |
| 2011/2012 | 6     | 1ª Divisão da AF Porto       | 3º            | -                |
| 2012/2013 | 5*    | Divisão de Honra da AF Porto | 18º           | -                |
| 2013/2014 | 6     | 1ª Divisão da AF Porto       | 13º           | -                |
| 2014/2015 | 6     | 1ª Divisão da AF Porto       | 14º           | -                |
| 2015/2016 | 6     | 1ª Divisão da AF Porto       | a decorrer    | -                |

Legenda das cores na pirâmide do futebol português
     1º nível (1ª Divisão / 1ª Liga) 
     2º nível (até 1989/90 como 2ª Divisão Nacional, dividido por zonas, em 1990/91 foi criada a 2ª Liga) 
     3º nível (até 1989/90 como 3ª Divisão Nacional, depois de 1989/90 como 2ª Divisão B/Nacional de Seniores/Campeonato de Portugal)
     4º nível (entre 1989/90 e 2012/2013 como 3ª Divisão, entre 1947/48 e 1989/90 e após 2013/14 como 1ª Divisão Distrital) 
     5º nível
     6º nível
     7º nível

## Palmares:
Futebol
- 1.ª Divisão da AF Porto 1970/71
- 1.ª Divisão da AF Porto 2001/02

Hóquei em Campo
- 1 Campeonato Nacional de Hóquei em Campo Sub 15, 2003/04[9]

Notas:
- em 2013/14 acabou IIIª Divisão e a primeira competição distrital passou a nível 4

## Ligações Externas
- AF Porto
- http://www.cfperosinho.com/historia.html
- https://arquivos.rtp.pt/conteudos/hoquei-em-campo-perosinho-suspende-actividade/